# إيفليوشن

صورة ترويجية للإعلان

إيفليوشن (بالإنجليزية: Evolution) هي حملة إعلانية أطلقتها شركة ينيليفر في عام 2006 كجزء من حملة دوف للجمال الحقيقي وكان جوهر هذه الحملة فيلم مدته 75 ثانية عرضه الأول كان على الإنترنت في السادس من أكتوبر عام 2006 وعرض بعد ذلك على التليفزيون والسينما وقد لاقي هذا الإعلان نجاحا وشهرة وحصل على عدد من الجوائز

## الفيلم
يبدا الفيلم بفتاة عادية  داخل أستوديو تجلس أمام الكاميرا.، ثم يضاء مصباحان قويان وتسمع قطعة موسيقية ثم تظهر شارة عليها اسم الفيلم ثم تسرع حركة الكاميرا وتظهر مجموعة من الناس يضيفون لها المكياج ويصففون شعرها ويحولوها إلى فتاة بارعة الجمال ثم بعد ذلك يأخذون صور فوتوغرافية لها في أكثر من وضع
ويتم أختيار صورة منهم وتوضع في برنامج رسوميات حيث يجرون عليها العديد من التعديلات منها إطالة الرقبة، تعديل انحناء الكتف، تعديل الشعر والجلد وتكبير العينين والشعر ثم تظهر الصورة النهائية على لوحة إعلانية وبجوارها اسم شركة مستحضرات تجميل وهمية، ثم تظهر جملة "ليس غريبا ان مفهومنا للجمال مشوه"

## المشاهدة
تم وضع الإعلان في موقع الحملة الكندية للجمال الحقيقي، ونك رفعه على موقع اليوتيوب وعرض إيضا كأعلان تليفزيوني في هولندا والشرق الأوسط  والولايات المتحدة
بمجرد رفع الإعلان على يوتيوب تمت مشاهدته أكتر من 40,000 مرة في اليوم الأول  و 1700000 بعد أول شهر و 12,000,000 بعد مرور سنة ، وتمت مناقشة الإعلان في عدد من البرامج التلفزيونية والشبكات الأخبارية مثل سي إن إن، هيئة الإذاعة الوطنية، وايه بي سي نيوز، وقالت شركة يونيليفر أن مبيعاتها الإجمالية في الفترة التي أعقبت إطلاق الإعلان زادت بنسبة 5,8 ٪ ارتفاعا من 3,9 ٪ في السنة السابقة 

## وصلات خارجية
- شاهد الفيديو على يوتيوب على يوتيوب
- الموقع الرسمي لدوف